# Buddy Stewart
Buddy Stewart (* 1922 in Derry (New Hampshire) als Albert James Byrne Jr.; † 1. Februar 1950 in Deming (New Mexico)) war ein US-amerikanischer Jazzsänger.

## Leben und Wirken
Stewarts Eltern waren Tänzer, so trat er bereits im Alter von acht Jahren in einem Vaudeville auf und sang in einer Reihe von Formationen, u. a. im Duo mit seiner späteren Ehefrau Martha Wayne. Als Mitglied der The Snowflakes trat er Anfang der 1940er Jahre mit den Orchestern von Glenn Miller und Claude Thornhill auf.
Nach dem Dienst in der US Army (März 1942 bis 1944) nahm er 1945 mit Dave Lambert und Gene Krupas Orchester What's This auf, die erste Vokalversion eines Bop-Titels. Mit Along the Navajo Trail war er auch in den Popcharts erfolgreich. Auch in den nächsten Jahren arbeitete er mit Lambert zusammen; sie nahmen für das kleine Label Sittin’ In With auf; Arrangeur war dabei Gerry Mulligan. 1947 sang er im Orchester von Charlie Ventura („Synthesis“, „East of Suez“, 1947 auf Savoy). Ab Januar 1948 trat er unter eigenem Namen auf, u. a. als Co-Leader einer Formation mit Kai Winding und 1949 mit Charlie Barnets Bebop-Orchester. 1948 nahm er auch einige Titel als Bandleader auf; Stewart und Lambert fügten mit Blossom Dearie eine dritte Gesangsstimme und zwei Bläser, Bennie Green und Allen Eager, hinzu. Im Februar 1949 waren sie gemeinsam mit Charlie Parkers Quintett auf Sendung. Stewart kam 1950 bei einem Autounfall ums Leben, als er seine Frau und das gemeinsame Kind in New Mexico besuchen will.
Nach dem Tod Stewarts, als seine Frau mittellos dastand, wurde am 24. März im New Yorker Birdland ein Benefiz-Konzert veranstaltet; es traten u. a. Ella Fitzgerald, Charlie Ventura, Stan Getz, Tony Scott, Al Cohn, Lester Young, Lennie Tristano, Harry Belafonte, J. J. Johnson, Charlie Parker, Dizzy Gillespie und Oscar Pettiford auf. Seine Schwester Beverly heiratete später den Saxophonisten Stan Getz.